# Mantua (Cuba)
Mantua is een gemeente in de Cubaanse provincie Pinar del Río. De gemeente heeft een oppervlakte van 915 km² en telt 24.500 inwoners (2015).